# Fosdinovo
Fosdinovo es una localidad italiana de la provincia de Massa-Carrara, región de Toscana, con 4.918 habitantes.
Fue la capital del antiguo Marquesado de Fosdinovo, que pasó en 1815 al Ducado de Módena.

Ubicación de la ciudad de Fosdinovo dentro de la provincia de Massa-Carrara.

## Evolución demográfica
| Gráfica de evolución demográfica de Fosdinovo entre 1861 y 2001 |
|                                                                 |
| Fuente ISTAT - Elaboración gráfica por parte de Wikipedia       |